# Wellington (métro de Chicago)
Pour les articles homonymes, voir Wellington (homonymie).
Wellington est une station aérienne du métro de Chicago sur le tronçon de la North Side Main Line et qui est desservie par la ligne brune et par la ligne mauve en heure de pointe. Composée de deux quais latéraux, elle se trouve dans le quartier de Lakeview dans le nord de la ville. La ligne rouge roule sur les deux voies centrales mais ne s’y arrête pas. 
La station a ouvert ses portes le 2 juin 1900 sur la ligne de la Northwestern Elevated.

## Description
La station originale conçue par l'architecte William Gibb en 1899 avec une forte influence italienne a survécu presque entièrement intacte jusqu'au début des années 1960 lorsqu’elle fut démolie par un incendie avant d’être remplacée par une station épurée, fonctionnelle et surtout à moindre coût de fonctionnement. Comme Diversey, les plates-formes sont couvertes au centre par deux auvents en acier. 
La station dessert l'Illinois Masonic Hospital. La Chicago Transit Authority (CTA) envisagea de la fermer à la fin des années 1960 avant de revenir sur sa décision sur l'insistance de l’hôpital soucieux de conserver un  accès au ‘L’ pour ses patients.
Dans le cadre de redéveloppement de la  ligne brune, la station a fermé ses portes le 30 mars 2008 pour rouvrir le 30 juillet 2009 avec des quais rallongés et un nouvel accès pour les personnes à mobilité réduite. 
La nouvelle station offre plus d’espace pour la salle des guichets notamment et les nouveaux escaliers agrandis rendent l’accès aux quais plus fluide. Elle est située sur le côté sud de Wellington Avenue et sa façade est composée de briques brunes, avec une base en béton et de tôle galvanisée sur le haut.
Elle comporte une baie carrée en saillie vers l'extérieur avec une devanture en verre et en aluminium constituée de deux portes avec une fenêtre entre les deux permettant à la lumière naturelle de pénétrer dans la station et sur les quais. 
Vu le peu d’entretien dont la station avait bénéficié durant les quarante dernières années, les plates-formes ont été rénovées avec de nouveaux sols, de nouvelles balustrades, et un nouvel éclairage également.

## Dessertes
| Nord/Ouest            |  |                                    |  | Sud/Est                              |
| --------------------- |  | ---------------------------------- |  | ------------------------------------ |
| Belmont vers Kimball  |  | ligne brune                        |  | Diversey vers Kimball via Clark/Lake |
| Belmont vers Linden   |  | ligne mauve (heures de pointe) (d) |  | Diversey vers Linden via Clark/Lake  |
| modifier sur Wikidata |  |                                    |  |                                      |